# Lane Cove National Park
Lane Cove National Park är en park i Australien. Den ligger i delstaten New South Wales, i den sydöstra delen av landet, omkring 10 kilometer nordväst om delstatshuvudstaden Sydney. Arean är 6,4 kvadratkilometer.
Trakten är tätbefolkad. Närmaste större samhälle är Sydney, omkring 10 kilometer sydost om Lane Cove National Park. 
Runt Lane Cove National Park är det i huvudsak tätbebyggt. Genomsnittlig årsnederbörd är 1 380 millimeter. Den regnigaste månaden är februari, med i genomsnitt 200 mm nederbörd, och den torraste är juli, med 36 mm nederbörd.